# Кон (Жиронда)
Кон (фр. Comps) насеље је и општина у југозападној Француској у региону Аквитанија, у департману Жиронда која припада префектури Бле.
По подацима из 2011. године у општини је живело 492 становника, а густина насељености је износила 296,39 становника/km². Општина се простире на површини од 1,66 km². Налази се на средњој надморској висини од 68 метара (максималној 82 m, а минималној 28 m).

## Демографија
| 1962. | 1968. | 1975. | 1982. | 1990. | 1999. | 2011. |
| ----- | ----- | ----- | ----- | ----- | ----- | ----- |
| 342   | 351   | 339   | 352   | 399   | 389   | 492   |

График промене броја становника у току последњих година